# Rue des Quatre-Fils
La rue des Quatre-Fils est une rue du 3e arrondissement de Paris qui se trouve dans le quartier du Marais.

## Situation et accès
Cette rue prend naissance à hauteur du no 93 de la rue Vieille-du-Temple pour finir à hauteur du no 60 de la rue des Archives.
Ce site est desservi par la station de métro Rambuteau.

## Origine du nom
Son nom provient d'une enseigne de la rue représentant les quatre fils Aymon, les héros d'une chanson médiévale.

## Historique
La rue fut ouverte vers 1300 dans le lotissement de la Ville-Neuve du Temple créé par l'ordre des Templiers.
Cette voie porta les noms de « rue de l'Échelle-du-Temple » au XIIIe siècle (ainsi que la rue des Haudriettes qui en forme aujourd'hui le prolongement), puis « rue des Deux-Portes » en 1450, et plus tardivement celui de « rue des Quatre-Fils-Aymon ».
Elle est citée sous le nom de « rue des Quatre filz », pour une partie, et « rue de l'Eschelle du Temple », pour l'autre partie, dans un manuscrit de 1636 dont le procès-verbal de visite indique : « avons veu quantité de boues et immundices ».
Le côté sud est entièrement occupé par les bâtiments des Archives nationales : communs de l'hôtel de Rohan au coin de la rue Vieille-du-Temple, grands dépôts construits sous Napoléon III au coin de la rue des Archives et, entre les deux, Centre d'accueil et de recherche des Archives nationales (CARAN), construit en 1987 sur les plans de l'architecte Stanislas Fiszer. Les modénatures verticales du mur aveugle représentent les rayonnages des magasins à l’intérieur du bâtiment. Côté nord, à l'autre coin de la rue des Archives se trouve l'hôtel de Guénégaud, qui abrite le musée de la chasse et de la nature.

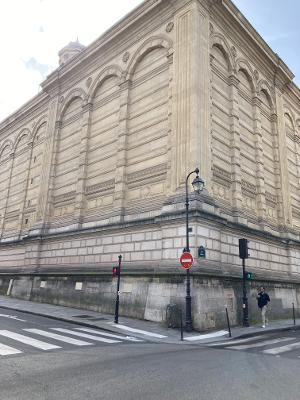
Mur aveugle représentant les rayonnages des Archives nationales.

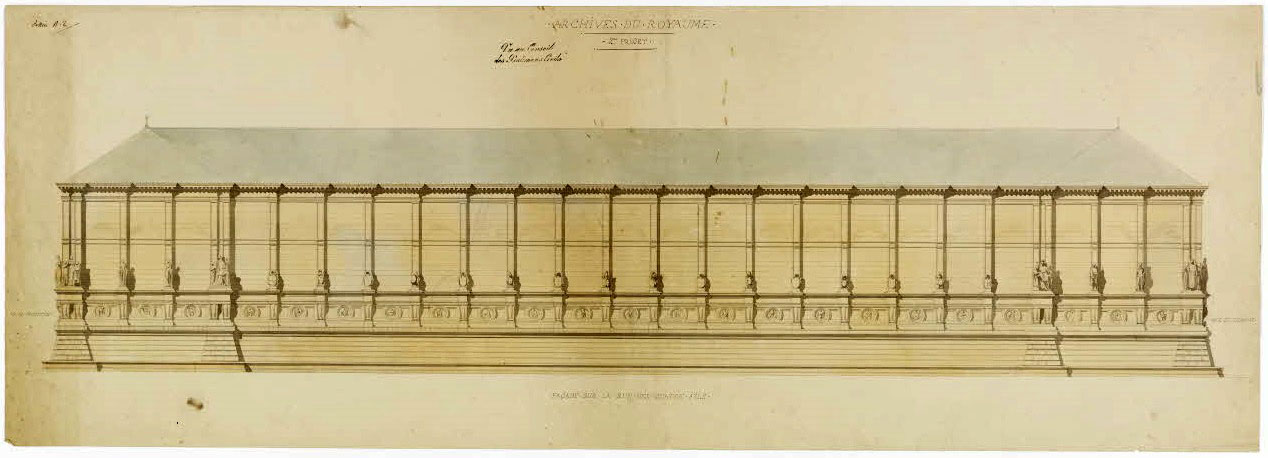
Projet de Charles Lelong d'élévation sur la rue des Quatre-Fils des Grands dépôts des Archives nationales.

La largeur très variable de la rue résulte d'une application partielle de procédures d'alignement reflétant l'évolution des projets des urbanistes et des visions des différentes époques. Certaines façades d'hôtels particuliers ont été détruites, ainsi celle de l'hôtel Le Rebours au numéro 18, d'autres ont été épargnées.

## Bâtiments remarquables et lieux de mémoire
- No 16 : hôtel Aymeret ou Gigault de Crisenoy construit sous Louis XII pour Paul Aymeret, acquis en 1767 par le fermier général Étienne Pascal Gigault de Crisenoy, père d' Achille Étienne Marie Gigault de Crisenoy. Ce bâtiment fut occupé  par les bureaux du Bazar Parisien ou Annuaire raisonné de l'industrie des premiers artistes et fabricans de Paris, actif en 1821. C’est dans cet immeuble que furent arrêtés le marquis Charles François Riffardeau de Rivière et le prince Jules de Polignac, complices de Cadoudal[4].

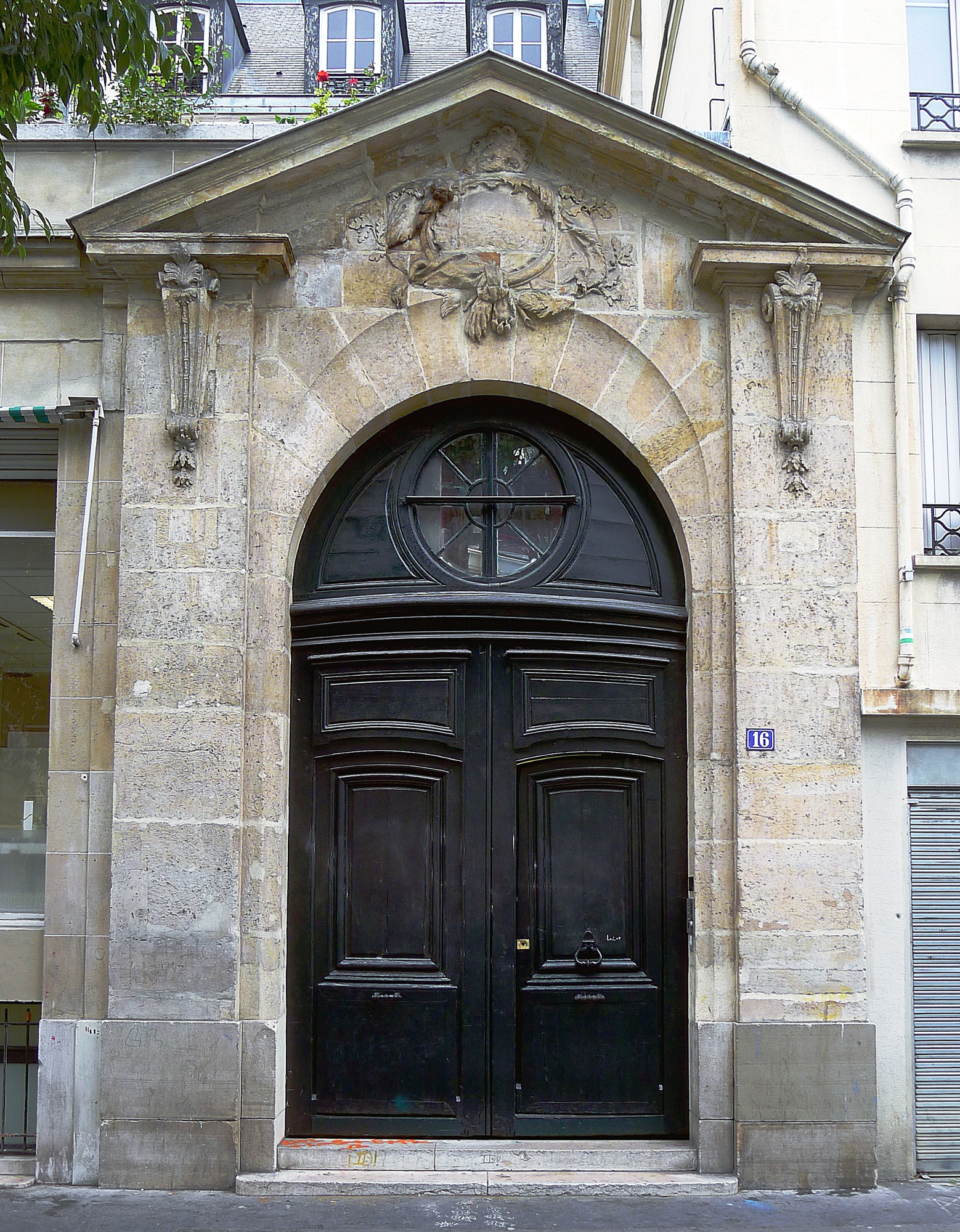
No 16 : hôtel Gigault de Crisenoy, inscrit aux M.H.

- No 18 : hôtel Le Rebours construit entre 1624 et 1632 qui appartint sous Louis XVI à la famille Le Rebours. Le portail datant de 1776 a été détruit lors de l'alignement de la rue[5]. On remarque un cadran solaire mural.

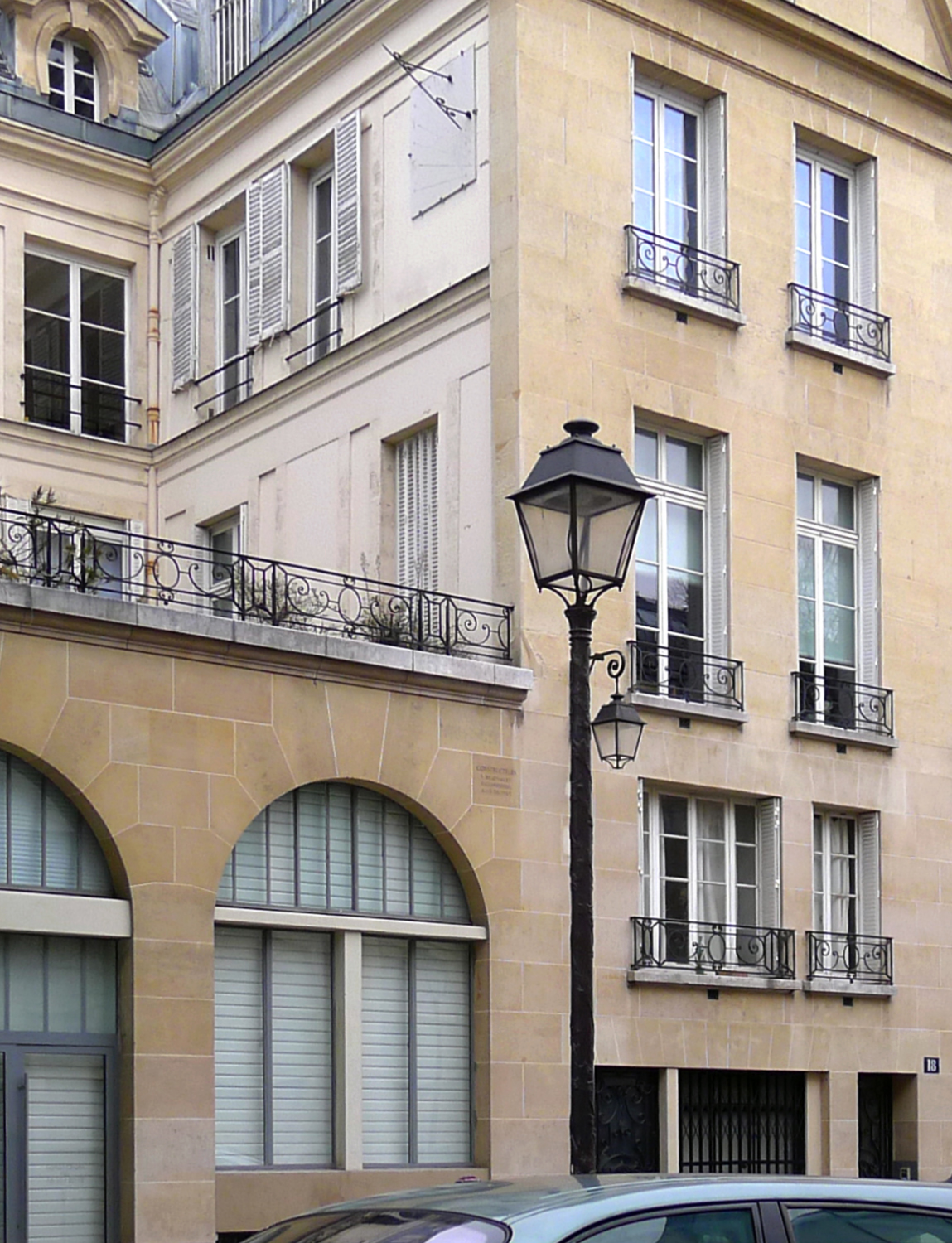
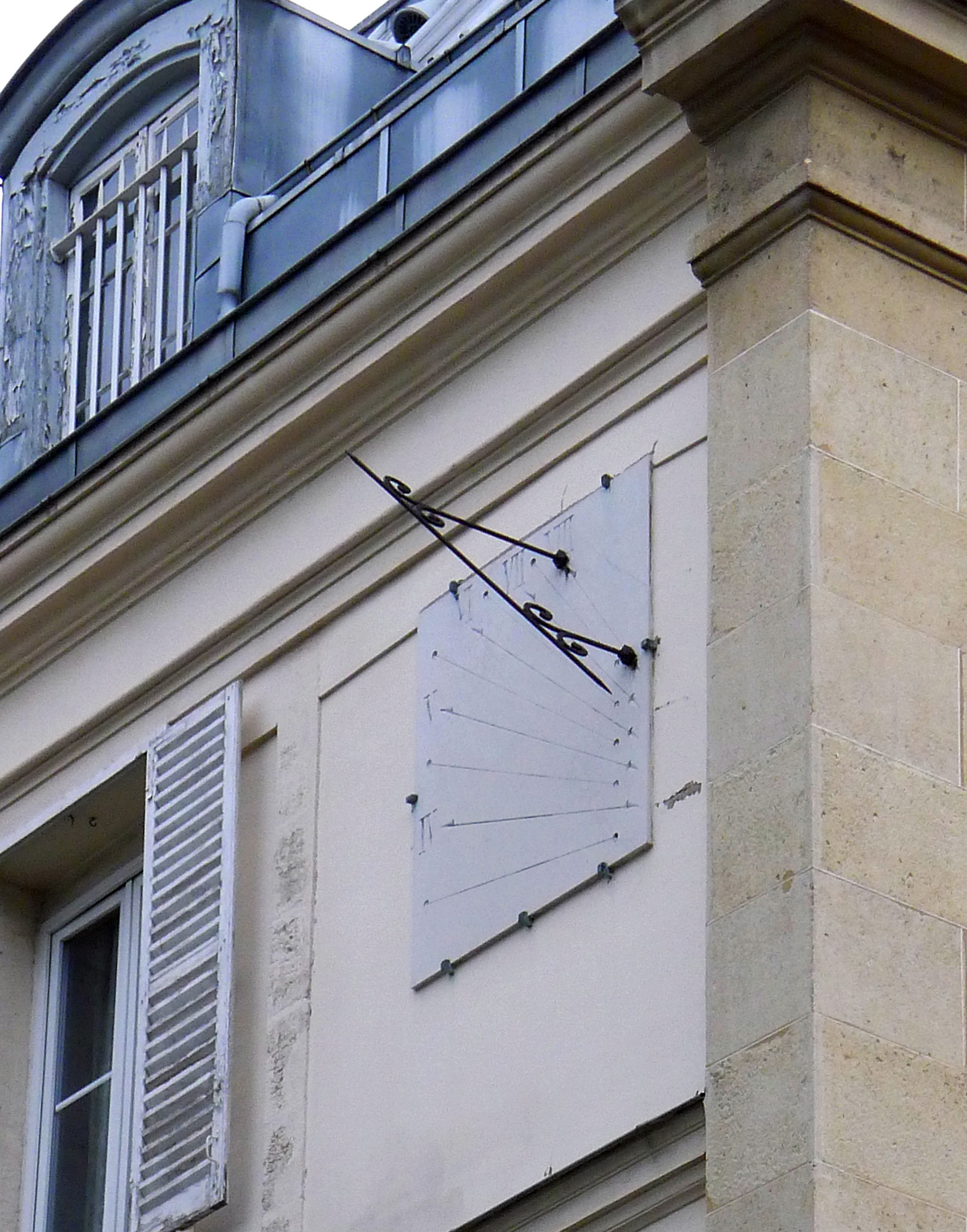

- No 20 : Raymond de Sèze, qui fut le principal défenseur de Louis XVI, habitait dans cet hôtel particulier[5]. Une plaque commémorative lui rend hommage.

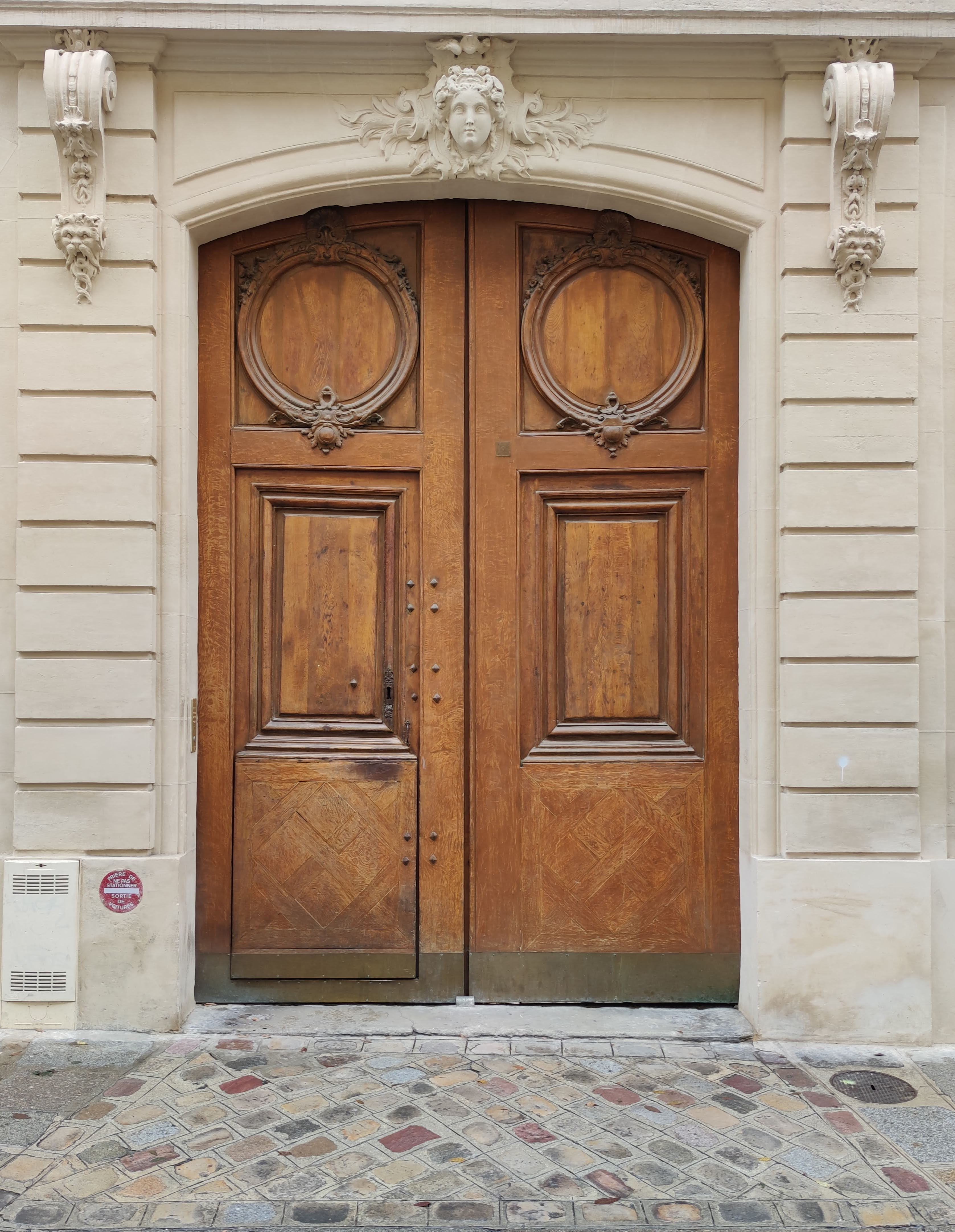
Entrée du no 20.
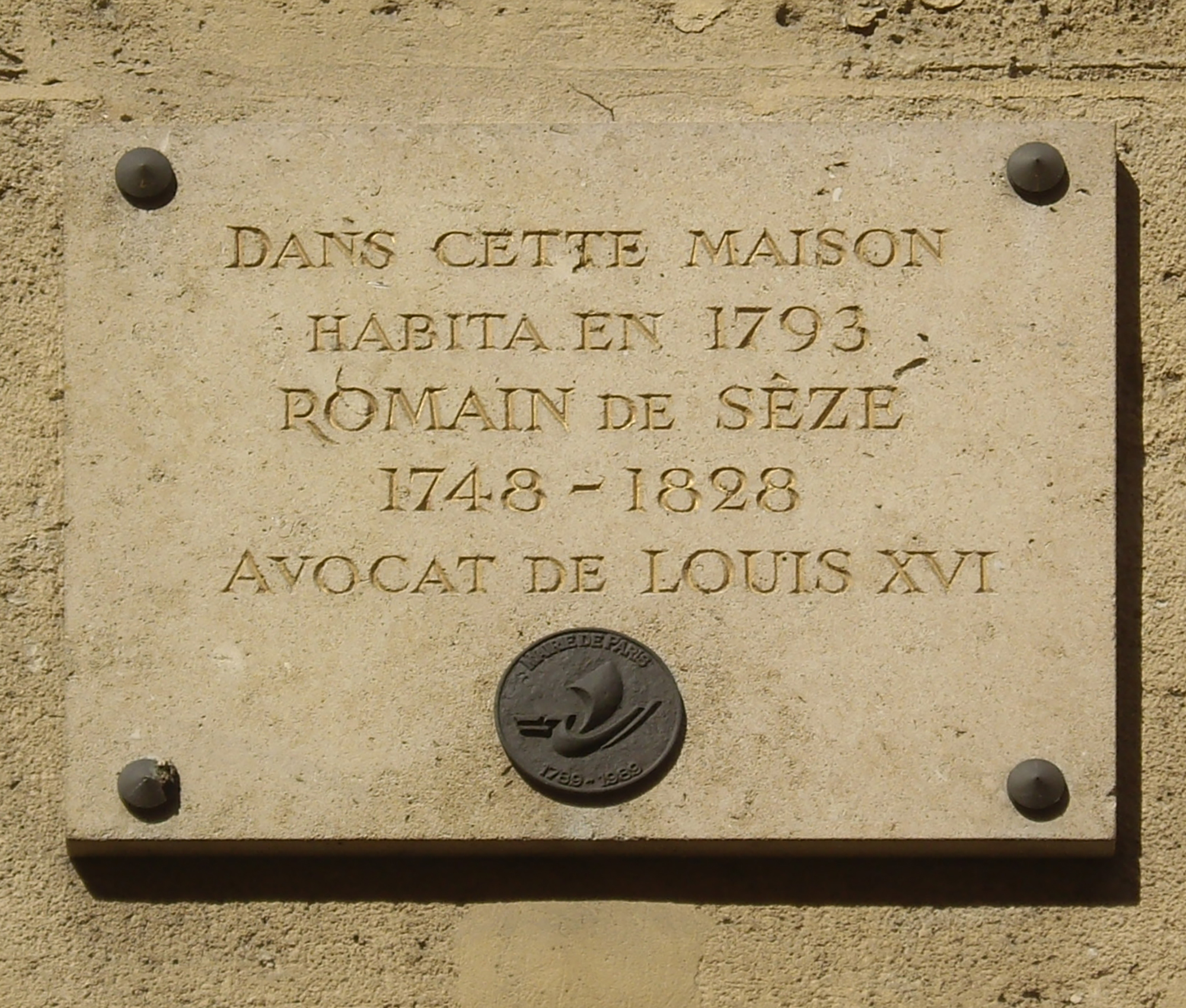
Plaque.

- No 22 : hôtel Thirioux d'Arconville construit en 1766-1767 sur une partie de l'ancien jardin de l'hôtel Guénégaud par Thiroux d'Epersenne[5]. Madame du Deffand y demeura. Elle jeta les bases de son salon qu’elle tint plus tard rue Saint-Dominique[4].
- No 24 : jardin et façade arrière de l’hôtel de Guénégaud. La grille provient du Louvre. Elle a été déplacée lors de restauration des fossés de la colonnade[6].